# Lài trâu
Lài trâu (danh pháp khoa học: Tabernaemontana bovina) là một loài thực vật có hoa trong họ La bố ma. Loài này được Lour. miêu tả khoa học đầu tiên năm 1790.